# Леонтович Олександр Васильович
Олекса́ндр Васи́льович Леонто́вич (нар.20 жовтня (1 листопада) 1869  — пом. 15 грудня 1943, Москва) — український радянський фізіолог і гістолог, заслужений діяч науки Української РСР (29.11.1939).

## Біографія
Народився в Києві.
Закінчив медичний факультет Київського університету 1893 року. У 1900 році захистив докторську дисертацію на тему «Інервація шкіри людини».
З 1913 року — професор Московської сільськогосподарської академії (згодом Московська сільськогосподарська академія ім. Тимірязева). Працював у Київському університеті, Київському політехнічному інституті, Інституті клінічної фізіології АН України.
Академік АН УРСР, обраний 29 червня 1929 року.
З 1936 року — завідувач відділом нормальної фізіології інституту клінічної фізіології АН УРСР.

## Наукова діяльність
Основні наукові роботи стосуються фізіології та гістології периферійної нервової системи. Першим запропонував метод забарвлення та фіксації нервових структур метиленовим синім, досліджував явища регенерації та дегенерації струкрурних елементів нервової тканини, котрі відбуваються протягом життя організму. Відкрив подвійну інервацію шкіри цереброспінальними та симпатичними нервовими волокнами, опрацював теорію про функцію нейрона як передатчика струму шляхом індукції з одного нейрона на інший.
З допомогою забарвлення метиленовим синім відкрив і описав «сплетення Леонтовича» (автономне периферичне нервове сплетіння), а також найтоншу структуру нервових закінчень.
Один з авторів підручника для ВНЗ «Варіаційна статистика» (1935). Випустив працю «Нейрон як апарат змінного струму (на основі досліджень електрофізіології перицелюлярів)»; «Анатомія і фізіологія сільськогосподарських тварин».

## Нагороди
29 листопада 1939 року присвоєно почесне звання «Заслужений діяч науки Української РСР».

## Родина
О. В. Леонтович — батько радянського фізика-ядерника Леонтовича Михайла Олександровича.